# Natação no Campeonato Europeu de Esportes Aquáticos de 2022 - 4x100 m livre misto
A prova do revezamento 4x100 metros nado livre misto da natação no Campeonato Europeu de Esportes Aquáticos de 2022 ocorreu no dia 15 de agosto no Foro Italico, em Roma na Itália. 

## Calendário
| Fase          | Data         | Hora  |
| ------------- | ------------ | ----- |
| Eliminatórias | 15 de agosto | 10:03 |
| Final         | 15 de agosto | 19:49 |

Todos os horários estão no horário local (UTC+1)

## Recordes
Antes desta competição, os recordes eram os seguintes:
|                       | Nacionalidade  | Tempo   | Local     | Data                |
| --------------------- | -------------- | ------- | --------- | ------------------- |
| Recorde mundial       | Estados Unidos | 3:19.40 | Gwangju   | 29 de julho de 2019 |
| Recorde europeu       | Países Baixos  | 3:21.81 | Budapeste | 29 de julho de 2017 |
| Recorde do campeonato | França         | 3:22.07 | Glasgow   | 8 de agosto de 2018 |
| Recorde do campeonato | Reino Unido    | 3:22.07 | Budapeste | 22 de maio de 2021  |

## Medalhistas
| Ouro | Prata | Bronze                                                                                   |
| França · Maxime Grousset · Charles Rihoux · Charlotte Bonnet · Marie Wattel · Hadrien Salvan* · Lucile Tessariol* · Béryl Gastaldello* | Reino Unido · Thomas Dean · Matthew Richards · Anna Hopkin · Freya Anderson · Edward Mildred* · Jacob Whittle* · Lucy Hope* | Suécia · Björn Seeliger · Robin Hanson · Sarah Sjöström · Louise Hansson · Sofia Åstedt* |

*Atletas que competiram apenas nas eliminatórias e receberam medalhas

## Resultados

### Eliminatórias
Esses foram os resultados das eliminatórias. 
| Pos. | Bateria | Raia | Nacionalidade | Nadadores                                                                                               | Tempo   | Notas |
| ---- | ------- | ---- | ------------- | --- | ------- | ----- |
| 1    | 1       | 7    | França        | Hadrien Salvan (48.89) Charles Rihoux (48.19) Lucile Tessariol (55.15) Béryl Gastaldello (53.96)        | 3:26.19 | Q     |
| 2    | 1       | 3    | Reino Unido   | Edward Mildred (49.43) Jacob Whittle (47.95) Lucy Hope (54.87) Freya Anderson (54.54)                   | 3:26.79 | Q     |
| 3    | 1       | 2    | Itália        | Alessandro Bori (48.85) Manuel Frigo (48.20) Sofia Morini (54.66) Costanza Cocconcelli (55.32)          | 3:27.03 | Q     |
| 4    | 2       | 5    | Hungria       | Szebasztián Szabó (48.66) Dániel Mészáros (49.25) Lilla Minna Ábrahám (55.54) Fanni Gyurinovics (54.89) | 3:28.34 | Q     |
| 5    | 2       | 7    | Países Baixos | Stan Pijnenburg (48.88) Sean Niewold (49.48) Sam van Nunen (55.14) Imani de Jong (54.88)                | 3:28.38 | Q     |
| 6    | 2       | 4    | Suécia        | Björn Seeliger (48.07) Robin Hanson (49.56) Sofia Åstedt (56.48) Sarah Sjöström (54.28)                 | 3:28.39 | Q     |
| 7    | 2       | 3    | Espanha       | Carles Coll (49.02) Sergio de Celis (48.12) Ainho Campabadal (56.81) Lidón Muñoz (54.92)                | 3:28.87 | Q     |
| 8    | 2       | 2    | Polónia       | Mateusz Chowaniec (49.46) Konrad Czerniak (49.62) Anna Dowgiert (55.34) Aleksandra Polańska (54.74)     | 3:29.16 | Q     |
| 9    | 1       | 6    | Armênia       | Artur Barseghyan (50.32) Vladimir Mamikonyan (54.15) Ani Poghosyan (58.23) Varsenik Manucharyan (59.83) | 3:42.53 |       |
| 10   | 1       | 4    | Albânia       | Zhulian Lavdaniti (52.95) Franc Aleksi (56.30) Nikol Merizaj (58.79) Sara Dande (1:05.93)               | 3:53.97 |       |
| 11   | 1       | 5    | Luxemburgo    | | DNS     | DNS   |
| 11   | 2       | 6    | Israel        | | DNS     | DNS   |

### Final
Esse foi o resultado da final. 
| Pos.              | Raia | Nacionalidade | Nadadores                                                                                            | Tempo   | Notas            |
| ----------------- | ---- | ------------- | --- | ------- | ---------------- |
| Medalha de ouro   | 4    | França        | Maxime Grousset (48.02) Charles Rihoux (48.39) Charlotte Bonnet (53.34) Marie Wattel (53.05)         | 3:22.80 |                  |
| Medalha de prata  | 5    | Reino Unido   | Thomas Dean (48.46) Matthew Richards (48.19) Anna Hopkin (53.62) Freya Anderson (53.03)              | 3:23.30 |                  |
| Medalha de bronze | 7    | Suécia        | Björn Seeliger (48.09) Robin Hanson (48.91) Sarah Sjöström (52.68) Louise Hansson (53.72)            | 3:23.40 | Recorde nacional |
| 4                 | 3    | Itália        | Lorenzo Zazzeri (48.38) Alessandro Miressi (47.38) Silvia Di Pietro (53.92) Chiara Tarantino (53.94) | 3:23.62 |                  |
| 5                 | 8    | Polónia       | Karol Ostrowski (48.61) Kamil Sieradzki (48.64) Anna Dowgiert (54.78) Aleksandra Polańska (53.70)    | 3:25.73 |                  |
| 6                 | 2    | Países Baixos | Stan Pijnenburg (49.19) Nyls Korstanje (49.12) Tessa Giele (54.87) Marrit Steenbergen (52.90)        | 3:26.08 |                  |
| 7                 | 6    | Hungria       | Nándor Németh (48.28) Szebasztián Szabó (48.40) Nikolett Pádár (54.98) Dóra Molnár (54.88)           | 3:26.54 |                  |
| 8                 | 1    | Espanha       | Luis Domínguez (49.25) Sergio de Celis (48.27) Lidón Muñoz (55.28) Carmen Weiler (54.72)             | 3:27.52 | Recorde nacional |

Legenda
| Recorde mundial       | Recorde mundial (World record)               |                       | Recorde africano                      | Recorde africano (African) |                                           | Q | Classificado por posição (Qualified) |
| Recorde do campeonato | Recorde do campeonato (Championship record)  | Recorde da América    | Recorde da América (Americas)         | q                          | Classificado por melhor tempo (Qualified) |   |                                      |
| Melhor marca do ano   | Melhor marca do ano (World leading)          | Recorde asiático      | Recorde asiático (Asian)              | DNS                        | Não largou (Did not start)                |   |                                      |
| Recorde nacional      | Recorde nacional (National record)           | Recorde europeu       | Recorde europeu (European)            | DNF                        | Não terminou (Did not finish)             |   |                                      |
| Recorde pessoal       | Recorde pessoal do atleta (Personal best)    | Recorde da Oceania    | Recorde da Oceania (Oceania)          | DSQ / DQ                   | Desclassificado (Disqualified)            |   |                                      |
| Recorde da temporada  | Recorde da temporada do atleta (Season best) | Recorde sul-americano | Recorde sul-americano (South America) | NM                         | Sem marca (No mark)                       |   |                                      |